# Texiquémetl
Texiquémetl är en ort i Mexiko.   Den ligger i kommunen Atlixco och delstaten Puebla, i den sydöstra delen av landet, 100 km sydost om huvudstaden Mexico City. Texiquémetl ligger 1 815 meter över havet och antalet invånare är 172.
Terrängen runt Texiquémetl är kuperad åt nordost, men åt sydväst är den platt. Runt Texiquémetl är det ganska tätbefolkat, med 222 invånare per kvadratkilometer. Närmaste större samhälle är Atlixco, 4,4 km väster om Texiquémetl. Omgivningarna runt Texiquémetl är en mosaik av jordbruksmark och naturlig växtlighet.